# BRDC International Trophy 1975
BRDC International Trophy 1975 je bila druga neprvenstvena dirka Formule 1 v sezoni 1975. Odvijala se je 13. aprila 1975 na dirkališču Silverstone Circuit.

## Dirka
| Poz | Dirkač             | Konstruktor     | Krogi | Čas/Odstop. | Št. mesto |
| --- | ------------------ | --------------- | ----- | ----------- | --------- |
| 1   | Niki Lauda         | Ferrari         | 40    | 52:17.6     | 2         |
| 2   | Emerson Fittipaldi | McLaren-Ford    | 40    | + 0.1       | 3         |
| 3   | Mario Andretti     | Parnelli-Ford   | 40    | + 34.2      | 9         |
| 4   | John Watson        | Surtees-Ford    | 40    | + 41.9      | 7         |
| 5   | Patrick Depailler  | Tyrrell-Ford    | 40    | + 48.1      | 6         |
| 6   | Mark Donohue       | Penske-Ford     | 40    | + 50.3      | 10        |
| 7   | Alan Jones         | Hesketh-Ford    | 40    | + 58.2      | 8         |
| 8   | Carlos Reutemann   | Brabham-Ford    | 39    | + 1:23.7    | 5         |
| 9   | Tom Pryce          | Shadow-Ford     | 40    | + 1:24.3    | 4         |
| 10  | Bob Evans          | BRM             | 39    | +1 krog     | 14        |
| 11  | Graham Hill        | Hill-Ford       | 39    | +1 krog     | 15        |
| 12  | Lella Lombardi     | March-Ford      | 39    | + 1 krog    | 12        |
| 13  | John Nicholson     | Lyncar-Ford     | 39    | + 1 krog    | 11        |
| 14  | Tony Trimmer       | Safir-Ford      | 39    | + 1 krog    | 16        |
| Ods | Roelof Wunderink   | Ensign-Ford     | 29    | Šasija      | 13        |
| Ods | James Hunt         | Hesketh-Ford    | 25    | Motor       | 1         |
| Ods | Wilson Fittipaldi  | Fittipaldi-Ford | 1     | El. sistem  | 17        |
| DNS | Ronnie Peterson    | Lotus-Ford      |       | Motor       |           |
| DNS | Arturo Merzario    | Williams-Ford   |       | Motor       |           |
| DNS | Jim Crawford       | Lotus-Ford      |       | Trčenje     |           |